# Alan Johnston
Alan Johnston, född 17 maj 1962, är en brittisk journalist, anställd av BBC.
Alan Johnston kidnappades i Gazaremsan den 12 mars 2007, av den radikala islamistiska gruppen Islams armé, som ville att britterna skulle släppa terrormisstänkta fångar i Storbritannien i utbyte mot Alan Johnston.
I slutet av juni visades videobilder på Johnston, iförd ett självmordsbombbälte.
Klockan 02.40 (svensk tid) onsdag den 3 juli kom beskedet att Johnston släppts och överlämnats till Hamasrepresentanter. Han framträdde tidigt på onsdagsmorgonen tillsammans med Hamasledaren Ismail Haniya.